# Stipa syreistschikowii
Stipa syreistschikowii är en gräsart som beskrevs av Pavel Aleksandrovich Smirnov. Stipa syreistschikowii ingår i släktet fjädergrässläktet, och familjen gräs. Inga underarter finns listade i Catalogue of Life.